# Huma Abedin

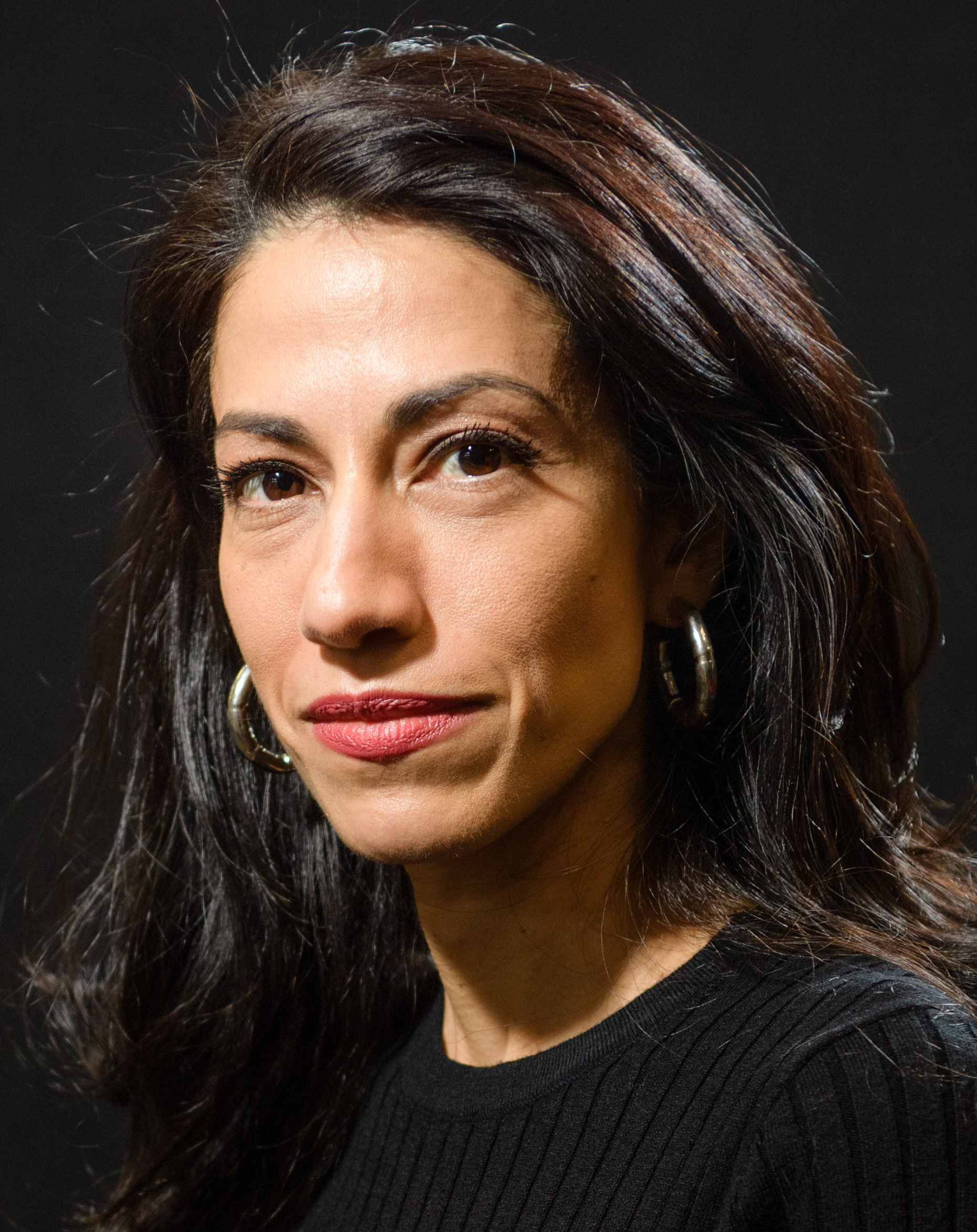
Huma Abedin em 2022

Huma Mahmood Abedin (em urdu:  هما محمود عابدین‎; nascida em 28 de julho de 1976) é uma assistente (secretaria pessoal) presidencial da candidata e senadora dos Estados Unidos Hillary Rodham Clinton.
 Abedin nasceu em Kalamazoo, Michigan de um pai Indiano e mãe Paquistanesa. Quando tinha dois anos de idade, a família se mudou para Jeddah, na Arabia Saudita. Abedin voltou aos Estados Unidos para frequentar um curso da universidade privada, George Washington University.
Huma Abedin começou como estagiária na Casa Branca em 1996. Atualmente ela é considerada o braço direito de Hillary Clinton. Em 2010, Abedin foi incluída na lista "40 under 40" da revista Time contemplando "uma nova geração de líderes cívicos" e "estrelas em ascensão da política americana."
Casou-se, em 2010, com Anthony Weiner, de quem está se separando após escândalos sexuais envolvendo o democrata. Huma é retratada, junto ao então marido, no documentário Weiner, de Josh Kriegman e Elyse Steinberg, sobre a campanha de Anthony Weiner para prefeito da cidade de Nova Iorque, em 2013.